# Mediapart
Mediapart è una rivista online indipendente di investigazione e opinione francese, creata nel 2008 da Edwy Plenel, ex redattore capo di Le Monde.
Mediapart è pubblicato in francese, inglese e spagnolo, non ospita nessuna pubblicità per preservare la propria indipendenza dal potere economico e politico, può essere consultato solo in abbonamento.

## Storia
Oltre che da Edwy Plenel, è stato fondato da altri giornalisti (François Bonnet, Gérard Desportes, Laurent Mauduit) insieme a Marie-Hélène Smiéjan e Godefroy Beauvallet. Sin dalla sua origine la testata si è orientata verso un giornalismo di tipo investigativo ed indipendente da qualsiasi rapporto con la politica.
Durante la sua campagna di abbonamento iniziale, Mediapart ha ricevuto numerose adesioni. Il sostegno che ha fatto più rumore è  stato quello di Ségolène Royal, l'ex candidato presidenziale del 2007, che ha raccomandato l'abbonamento  a tutti i membri della sua associazione Desires d'avenir.  Il direttore Edwy Plenel è stato accusato di aver creato, senza ammetterlo, un giornale al suo servizio.  Tra gli argomenti utilizzati nella polemica è stata anche la collaborazione tra Mediapart e l'agenzia Internet La Netscouade, creata da Benoît Thieulin, che faceva parte del team di Ségolène Royal.  
Mediapart si compone di due sezioni principali: la rivista stessa, Le Journal, gestita da giornalisti professionisti, e Le Club, un forum collaborativo a cura della comunità di abbonati. Il reddito deriva esclusivamente dalle commissioni di sottoscrizione e per la prima volta realizza un profitto nel 2011 ottenendo € 500.000 da circa 60.000 abbonati. Sempre nel 2011 Mediapart lancia FrenchLeaks, un sito web di whistleblower ispirato a Wikileaks.
Nel 2014 i ricavi sono di 9 milioni di euro con un attivo di 1,3 milioni, l'abbonamento costa 9 euro al mese (90 all'anno), i dipendenti sono una cinquantina (di cui 36 giornalisti), i costi per le spese legali si aggirano sui centomila euro l'anno.
Nel marzo 2017 la rivista online raggiunge il numero di 130.000 abbonati, nel marzo 2018 gli abbonati sono saliti a 140.000.

## Indagini
Mediapart ha svolto un ruolo centrale nella rivelazione e indagine di alcuni importanti scandali politici francesi: 
- L'affare Bettencourt nel 2010,[8] l'anziana proprietaria de L'Oreal strumentalizzata dalla politica.[5]
- Il caso Sarkozy-Gheddafi nel 2012. Mediapart ha reso pubblici due documenti ufficiali libici che suggeriscono l'esistenza di un trasferimento di 50 milioni di euro dal regime libico alla campagna presidenziale del 2007 di Sarkozy.
- Il caso Cahuzac nel 2012. Mediapart ha reso pubblica una registrazione audio del 2000 che comprometteva Jérome Cahuzac, allora ministro della finanza francese costretto poi a dimettersi, in un caso di frode fiscale[9] con conti segreti in Svizzera e a Singapore.[5]
- Il ruolo dell'ex candidato del Fronte Nazionale, Jean-Claude Veillard, nelle complicate relazioni tra l'ISIS e Lafarge nel 2013-2014.[10]
- I presunti finanziamenti da parte del governo russo al Fronte Nazionale di Marine Le Pen.[11]
- Lo scandalo delle Casse di Risparmio[5], l'affaire Tapie[5], le dimissioni di Aquilino Morelle, consigliere di Hollande all'Eliseo.[5]
- L'ampio utilizzo da parte dei soldati ucraini della 3ª Brigata d'assalto "Azov" di simboli neonazisti mentre venivano addestrati in Francia dall'esercito francese.[12][13][14]